# UTC+05:30

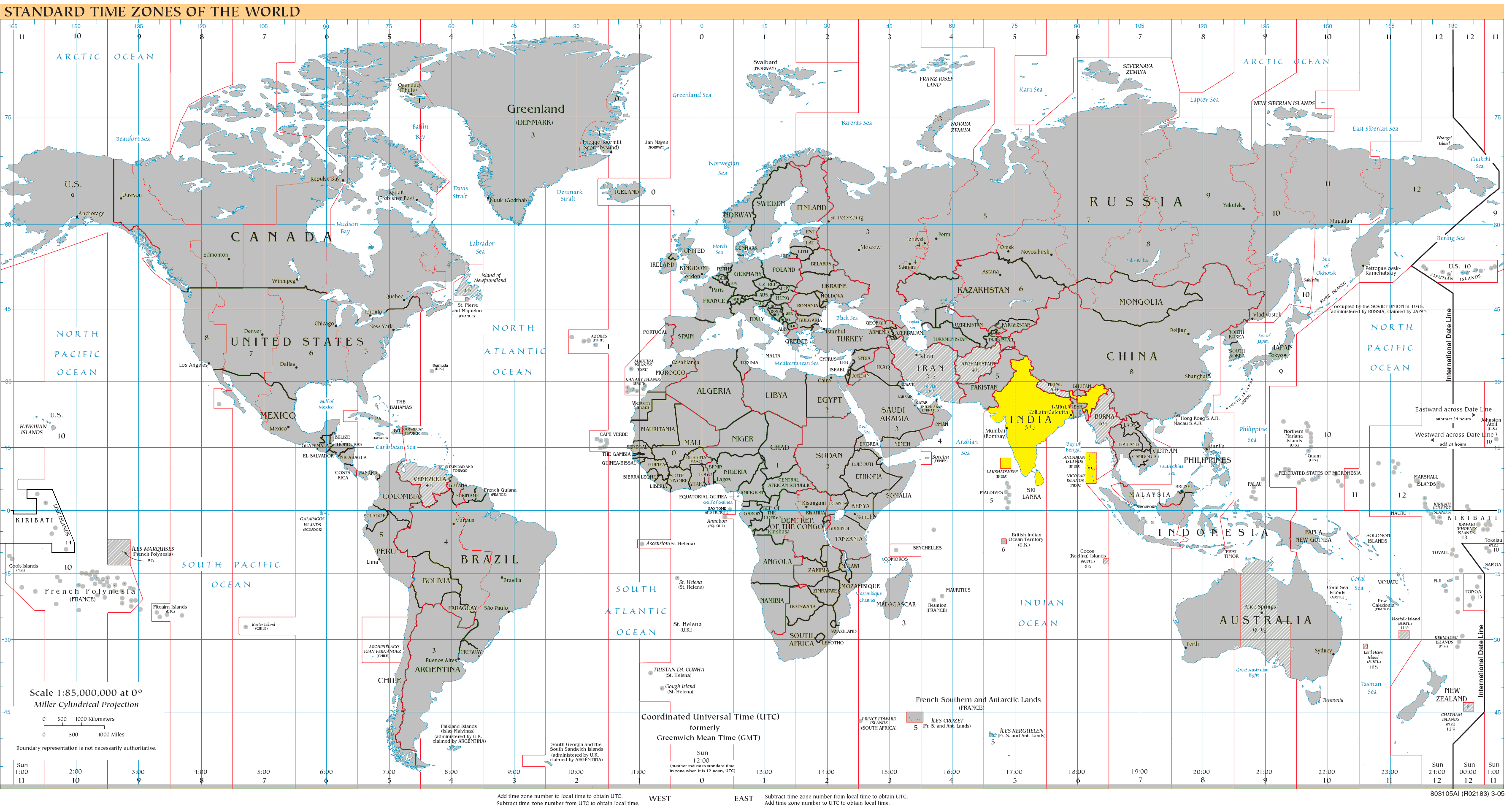
Az UTC+05:30 területei:

Az UTC+05:30 egy időeltolódás, amely öt és fél órával van előrébb az egyezményes koordinált világidőtől (UTC).

## Alap időzónaként használó területek (egész évben)

### Ázsia(dél)
- India
- Srí Lanka

## Időzónák ebben az időeltolódásban
| Időzóna neve angolul | Időzóna neve magyarul | Időzóna rövidítése |
| -------------------- | --------------------- | ------------------ |
| Indian Standard Time | Indiai idő            | IST                |

## Fordítás
Ez a szócikk részben vagy egészben  az   UTC+05:30 című angol Wikipédia-szócikk ezen változatának fordításán alapul.  Az eredeti cikk szerkesztőit annak laptörténete sorolja fel. Ez a jelzés csupán a megfogalmazás eredetét és a szerzői jogokat jelzi, nem szolgál a cikkben szereplő információk forrásmegjelöléseként.